# Duarte Barreto do Couto
Duarte Barreto do Couto (Algarve, século XV — ilha Graciosa, c. 1475), mais conhecido por Duarte Barreto, foi o primeiro capitão do donatário na ilha Graciosa (ou pelo menos de parte dela). Faleceu na sequência de uma incursão castelhana na ilha, provavelmente levada a cabo por corsários, durante a Guerra da Beltraneja.

## Biografia
Duarte Barreto do Couto foi irmão de Iria Vaz do Couto, a primeira mulher de Vasco Gil Sodré, e casado com a irmã deste, Antónia Sodré, o que fazia dos dois homens duplamente cunhados. Embora sejam escassas as evidências documentais, Duarte Barreto, fidalgo do Algarve, foi capitão do donatário na parte sul da ilha Graciosa, no território que depois corresponderia ao hoje extinto concelho da Praia da Graciosa.
Sendo filho de um membro da casa do donatário da ilha, o infante Fernando de Portugal, Duque de Viseu, sendo servidor desse infante, encabeçou os primeiros povoadores da ilha Graciosa. Embora não haja prova documental de tenha sido capitão do donatário de jure foi capitão de facto, como aconteceu com outros, nomeadamente na ilha Terceira, quando o donatário D. Fernando, a partir de 1460, iniciou o povoamento das ilhas Terceira e Graciosa, ilhas que havia herdado nessa data do infante D. Henrique.
É confusa e conturbada a crónica da sua acção na Graciosa, fixado na zona da Praia, mas sabe-se que acabou preso ou morto num recontro com os castelhanos que durante a Guerra da Sucessão de Castela, a Guerra da Beltraneja, assaltaram a ilha, o que deve ter acontecido por volta de 1474. Acabaram, assim, as eventuais esperanças de vir a ver confirmada a sua posição de capitão, sendo a capitania formalmente entregue a Pedro Correia da Cunha.